# シロハラハイイロエボシドリ

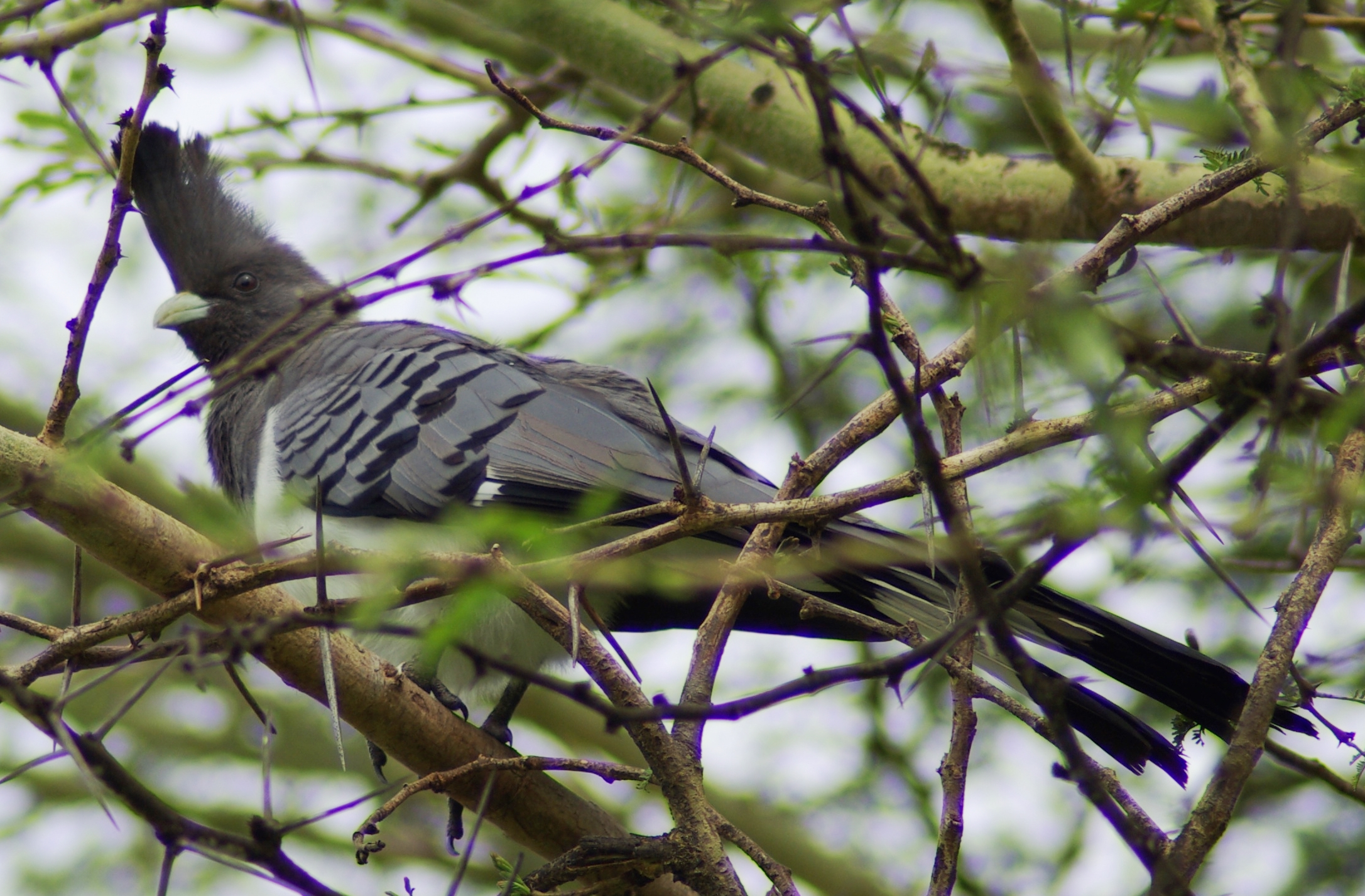
メス

シロハラハイイロエボシドリ（学名：Corythaixoides leucogaster）は、鳥類の一種。アフリカのエチオピア区に生息する。
| サブスタブ | この項目は、まだ閲覧者の調べものの参照としては役立たない、書きかけの項目です。この項目を加筆・訂正などしてくださる協力者を求めています。このテンプレートは分野別のサブスタブテンプレートやスタブテンプレート（Wikipedia:分野別のスタブテンプレート参照）に変更することが望まれています。 |